# Berezivka
|  | Per a altres significats, vegeu «Berezivka (Khàrkiv)». |

Berezivka (en ucraïnès: Березівка, rus: Берёзовка, Beriózovka) és un poble a la República Autònoma de Crimea a Ucraïna, que el 2014 tenia 1.308 habitants. Pertany al districte rural de Rozdólne.